# Yaftali Sufla (district)
Yaftali Sufla est un district de la province de Badakhshan en Afghanistan. Sa population est estimée à 39 000 habitants.